# トムカーガイ
トムカーガイまたはトムカーカイ（タイ語: ต้มข่าไก่、発音 [tôm kʰàː kàj]; Lao: ຕົ້ມຂ່າໄກ່、発音 [tôm.kʰāː.kāj]、チキン・ガランガル・スープの意）はタイとラオスのスープ。スパイスと酸味の効いたココナッツミルクのスープである。

## 食材
タイのトムカーガイでは通常ココナッツミルク、ナンプラー、エシャロット、鶏肉、ガランガル、バイマックルート（コブミカンの葉）、レモングラス、プリッキーヌ、パクチー（あるいはイノンド）、フクロタケ（あるいはシイタケなど）、マナオ果汁が用いられる。仕上げに揚げたトウガラシが加えられることもある。

## バリエーション
タイのトムカーガイでは通常パクチーが使われ、イノンドを使うことは一般的ではないが、一方のラオスではイノンドが使われる。イノンドはラオス料理で一般的なハーブで、タイではこれをパクチー・ラオと呼ぶ。
シーフードを用いたトムカータレ（タイ語: ต้มข่าทะเล）、キノコがメインのトムカーヘット（タイ語: ต้มข่าเห็ด）、豚肉のトムカーム（タイ語: ต้มข่าหมู）、豆腐をつかったトムカータオフ（タイ語: ต้มข่าเต้าหู้）などのバリエーションがある。

## 関連文献
- Ayusuk, S., Siripongvutikorn, S., Thummaratwasik, P., & Usawakesmanee, W. (2009). Effect of heat treatment on antioxidant properties of Tom-Kha paste and herbs/spices used in Tom-Kha paste. Kasetsart Journal Natural Science, 43(5), 305-312.
- Buasi, J. Joy's Thai Food Recipe Cookbook. Apornpradab Buasi.
- Sunanta, S. (2005, October). The globalization of Thai cuisine. In Canadian Council for Southeast Asian Studies Conference, York University, Toronto (pp. 1-17).